# Selat Nasik (plaats)
Selat Nasik is een bestuurslaag in het regentschap Belitung van de provincie Bangka-Belitung, Indonesië. Selat Nasik telt 2458 inwoners (volkstelling 2010).